# Dienstgrade der Feuerwehr in Bayern
Die Dienstgrade der Feuerwehr in Bayern reichen von Feuerwehrmann-Anwärter/in auf unterster Ebene der Freiwilligen Feuerwehr bis zum Oberbranddirektor bei der Berufsfeuerwehr.

## Freiwillige Feuerwehr

### Mannschafts- und Führungsdienstgrade
Die Freiwilligen Feuerwehren und die Pflichtfeuerwehren können folgende Mannschafts- und Führungsdienstgrade (letztere ab Löschmeister) haben.
Dabei gilt für alle Dienstgrade, dass laut dem Bayerischen Feuerwehrgesetz (BayFwG) keine Voraussetzungen wie in den meisten anderen Bundesländern (z. B. absolvierte Ausbildungslehrgänge oder Dienstalter) vorgegeben sind. Über die Ernennung entscheidet alleine der Kommandant bzw. dessen Stellvertreter der jeweiligen Feuerwehr (Art. 8 Abs. 1 Satz 2 BayFwG).
| Dienstgrad                                           | Abzeichen                                      | Vorausgesetzte Ausbildung oder Dienststellung | Mützenband |
| ---------------------------------------------------- | ---------------------------------------------- | --- | --- |
| Feuerwehranwärter Feuerwehranwärterin (FA)           | Feuerwehranwärter                              | Mindestalter: 12 Jahre ab 16 Jahren mit Dienstgradabzeichen. | i. A. bis zum 16. Lebensjahr Jugendfeuerwehruniform |
| Feuerwehrmann (FM) / Feuerwehrfrau (FFr)             | Feuerwehrmann                                  | Mindestalter: 18 Jahre. | Kragen- und Mützenabzeichen: altsilber, matt Mützenriemen: Lackleder, 14 mm breit, Farbe einschließlich der Befestigungsknöpfe: schwarz, glänzend Trageweise: linker Oberärmel von Dienstrock und Dienstmantel, Ansatzpunkt 100 mm über Ärmelabschluss                  |
| Oberfeuerwehrmann (OFM) / Oberfeuerwehrfrau (OFFr)   | Oberfeuerwehrmann Bayern                       | | Kragen- und Mützenabzeichen: altsilber, matt Mützenriemen: Lackleder, 14 mm breit, Farbe einschließlich der Befestigungsknöpfe: schwarz, glänzend Trageweise: linker Oberärmel von Dienstrock und Dienstmantel, Ansatzpunkt 100 mm über Ärmelabschluss                  |
| Hauptfeuerwehrmann (HFM) / Hauptfeuerwehrfrau (HFFr) | Hauptfeuerwehrmann Bayern                      | | Kragen- und Mützenabzeichen: altsilber, matt Mützenriemen: Lackleder, 14 mm breit, Farbe einschließlich der Befestigungsknöpfe: schwarz, glänzend Trageweise: linker Oberärmel von Dienstrock und Dienstmantel, Ansatzpunkt 100 mm über Ärmelabschluss                  |
| Löschmeister Löschmeisterin (LM)                     | Löschmeister Bayern                            | Voraussetzungen lt. BayFwG nicht erforderlich, wird aber normalerweise erst nach Gruppenführerausbildung vergeben. Höchster Dienstgrad laut Anlage 3 VollzBekBayFwG für stellv. Kommandanten in einer Feuerwehr mit einer Gruppe (bis zu 27 Aktive). | Kragen- und Mützenabzeichen: altsilber, matt Mützenriemen: Lackleder, 14 mm breit, Farbe einschließlich der Befestigungsknöpfe: schwarz, glänzend Trageweise: linker Oberärmel von Dienstrock und Dienstmantel, Ansatzpunkt 100 mm über Ärmelabschluss                  |
| Oberlöschmeister Oberlöschmeisterin (OLM)            | Oberlöschmeister Bayern                        | Voraussetzungen lt. BayFwG nicht erforderlich, normalerweise aber Gruppenführer. Höchster Dienstgrad laut Anlage 3 VollzBekBayFwG für Kommandanten einer Feuerwehr mit einer Gruppe (bis zu 27 Aktiven). | Kragen- und Mützenabzeichen: altsilber, matt Mützenriemen: Lackleder, 14 mm breit, Farbe einschließlich der Befestigungsknöpfe: schwarz, glänzend Trageweise: linker Oberärmel von Dienstrock und Dienstmantel, Ansatzpunkt 100 mm über Ärmelabschluss                  |
| Hauptlöschmeister Hauptlöschmeisterin (HLM)          | Hauptlöschmeister Bayern                       | Voraussetzungen laut BayFwG nicht erforderlich, wird aber normalerweise erst nach Zugführerausbildung vergeben (ab Feuerwehren mit mindestens zwei Gruppen). Höchster Dienstgrad lt. Anlage 3 VollzBekBayFwG für stellv. Kommandanten in einer Feuerwehr mit 2 oder 3 Gruppen (bis zu 81 Aktive).                                                                    | Kragen- und Mützenabzeichen: altsilber, matt Mützenriemen: Lackleder, 14 mm breit, Farbe einschließlich der Befestigungsknöpfe: schwarz, glänzend Trageweise: linker Oberärmel von Dienstrock und Dienstmantel, Ansatzpunkt 100 mm über Ärmelabschluss                  |
| Brandmeister Brandmeisterin (BM)                     | Brandmeister Freiwillige Feuerwehr Bayern      | Voraussetzungen lt. BayFwG nicht erforderlich, normalerweise aber Zugführer (ab Feuerwehren mit mindestens zwei Gruppen). Höchster Dienstgrad eines Kommandanten einer Feuerwehr mit 2 bis 5 Gruppen. Höchster Dienstgrad eines stellv. Kommandanten einer Feuerwehr mit 4 oder 5 Gruppen.                                                                           | Kragen- und Mützenabzeichen: silber, matt Mützenschnur: Metallkordel, 6 mm dick, zweifach, verstellbar, Farbe einschließlich der Befestigungsknöpfe: silber, matt Trageweise: linker Oberärmel von Dienstrock und Dienstmantel, Ansatzpunkt 100 mm über Ärmelabschluss. |
| Oberbrandmeister Oberbrandmeisterin (OBM)            | Oberbrandmeister Freiwillige Feuerwehr Bayern  | Voraussetzungen lt. BayFwG nicht erforderlich, wird aber normalerweise nur an Verbandsführer der kein Kommandant oder Stellvertreter einer Feuerwehr mit mindestens 12 Gruppen ist, vergeben. Höchster Dienstgrad für stellv. Kommandanten bei Feuerwehren mit 6 – 11 Gruppen. Höchster Dienstgrad für Feuerwehrleute, die kein Kommandant bzw. Stellvertreter sind. | Kragen- und Mützenabzeichen: silber, matt Mützenschnur: Metallkordel, 6 mm dick, zweifach, verstellbar, Farbe einschließlich der Befestigungsknöpfe: silber, matt Trageweise: linker Oberärmel von Dienstrock und Dienstmantel, Ansatzpunkt 100 mm über Ärmelabschluss. |
| Hauptbrandmeister Hauptbrandmeisterin (HBM)          | Hauptbrandmeister Freiwillige Feuerwehr Bayern | Voraussetzungen lt. BayFwG nicht erforderlich, wird aber normalerweise nur an Verbandsführer, Kommandanten (bei Feuerwehren ab 6 Gruppen) oder stellv. Kommandanten (bei Feuerwehren ab 12 Gruppen) vergeben. Für Verbandsführer ohne Führungsfunktion ist dieser Posten normalerweise nicht zu erreichen.                                                           | Kragen- und Mützenabzeichen: silber, matt Mützenschnur: Metallkordel, 6 mm dick, zweifach, verstellbar, Farbe einschließlich der Befestigungsknöpfe: silber, matt Trageweise: linker Oberärmel von Dienstrock und Dienstmantel, Ansatzpunkt 100 mm über Ärmelabschluss. |

Die Dienstgrade sollen nach folgender Normstärke der Freiwilligen Feuerwehren und Pflichtfeuerwehren vergeben werden (Anlage 3 VollzBekBayFwG)
| Anzahl der Gruppen                                     | 1  | 2  | 3  | 4   | 5   | 6   | 7   | 8   | 9   | 10  | 11  | 12  |
| Züge                                                   | -  | 1  | 1  | 2   | 2   | 3   | 3   | 4   | 4   | 5   | 5   | 6   |
| Verbände                                               | -  | -  | -  | -   | -   | 1   | 1   | 1   | 1   | 1   | 1   | 2   |
| Verbandsführer / Hauptbrandmeister                     | -  | -  | -  | -   | -   | 1   | 1   | 1   | 1   | 1   | 1   | 2   |
| stellv. Verbandsführer / Oberbrandmeister              | -  | -  | -  | -   | -   | 1   | 1   | 1   | 1   | 1   | 1   | 2   |
| Zugführer / Brandmeister                               | -  | 1  | 1  | 2   | 2   | 3   | 3   | 4   | 4   | 5   | 5   | 6   |
| stellv. Zugführer / Hauptlöschmeister                  | -  | 1  | 1  | 2   | 2   | 3   | 3   | 4   | 4   | 5   | 5   | 6   |
| Gruppenführer / Oberlöschmeister                       | 1  | 2  | 3  | 4   | 5   | 6   | 7   | 8   | 9   | 10  | 11  | 12  |
| stellv. Gruppenführer / Löschmeister                   | 2  | 4  | 4  | 4   | 5   | 6   | 7   | 8   | 9   | 10  | 11  | 12  |
| Führungsdienstgrade insgesamt                          | 3  | 8  | 9  | 12  | 14  | 20  | 22  | 26  | 28  | 32  | 34  | 40  |
| Hauptfeuerwehrmann / Oberfeuerwehrmann / Feuerwehrmann | 21 | 42 | 63 | 84  | 105 | 126 | 147 | 168 | 189 | 210 | 231 | 259 |
| Maschinisten                                           | 3  | 6  | 9  | 12  | 15  | 18  | 21  | 24  | 27  | 30  | 33  | 36  |
| Mannschaftsdienstgrade insgesamt                       | 24 | 48 | 72 | 96  | 120 | 144 | 168 | 192 | 216 | 240 | 264 | 288 |
| Gesamtstärke der Freiwilligen Feuerwehr                | 27 | 56 | 81 | 108 | 134 | 164 | 190 | 218 | 244 | 272 | 298 | 328 |

### Besondere Führungsdienstgrade
Für „besondere Führungsdienstgrade“ (Zitat BayFwGesetz) schreibt das Bayerische Feuerwehrgesetz extra Voraussetzungen (Lebensalter, abgelegte Lehrgänge) vor. Sie bilden die Kreis- bzw. Stadtbrandinspektion. Bei den Ämtern des Kreis-/ Stadtbrandrates, des Stadtbrandinspektors sowie des Stadtbrandmeisters (teilweise), des Kommandanten sowie des Stellvertreters handelt es sich um Wahlämter. Kreisbrandinspektoren und Kreisbrandmeister werden berufen. Die Funktionsabzeichen dürfen ab der Bestätigung für das jeweilige Amt bis zu dessen Abgabe getragen werden. Danach führt der / die Entsprechende wieder ihren „normalen“ Dienstgrad (z. B. Oberlöschmeister).
Kommandantinnen und Kommandanten und deren Stellvertreterinnen und Stellvertreter in kreisangehörigen Gemeinden tragen direkt über dem Dienstgradabzeichen zusätzlich das Funktionsabzeichen. Bei den übrigen Trägerinnen und Trägern von Funktionsabzeichen entfällt das Dienstgradabzeichen.
| Funktion                                                                     | Tressenstreifen                                   | Funktionsabzeichen                               |
| ---------------------------------------------------------------------------- | ------------------------------------------------- | ------------------------------------------------ |
| Stellvertretende Kommandantin Stellvertretender Kommandant (stv. Kdt.)       | 1 × golden, rot durchwirkt, schmal, Umrandung rot | Stellvertreter des Kommandanten Feuerwehr Bayern |
| Kommandantin Kommandant (Kdt.)                                               | 1 × golden, schmal, Umrandung rot                 | Kommandant Freiwillige Feuerwehr Bayern          |
| Kreis- und Stadtbrandmeisterin, Kreis- und Stadtbrandmeister (KBM / SBM)     | 2 × golden, breit Umrandung golden                | Kreis- und Stadtbrandmeister Bayern              |
| Kreis- und Stadtbrandinspektorin, Kreis- und Stadtbrandinspektor (KBI / SBI) | 3 × golden, breit Umrandung golden                | Kreisbrandinspektor Bayern                       |
| Kreis- und Stadtbrandrätin, Kreis- und Stadtbrandrat (KBR / SBR)             | 4 × golden, breit Umrandung golden                | Kreisbrandrat Bayern                             |

Ausführung: Stoffabzeichen schwarz oder in Farbe der Dienstkleidung mit roter oder goldfarbener Umrandung und goldfarbenen Tressenstreifen, Größe 5 × 30 mm (schmal) und 8 × 30 mm (breit).
Trageweise: Linker Unterärmel von Dienstjacke und Dienstmantel, Ansatzpunkt 100 mm über Ärmelabschluss.

## Berufsfeuerwehr
- Beamte im Vorbereitungsdienst

| Dienstgrad                                                     | Tressenstreifen                 | Dienstgradabzeichen                      |
| -------------------------------------------------------------- | ------------------------------- | ---------------------------------------- |
| Brandmeisteranwärterin Brandmeisteranwärter                    | 1 × rot, schwarz durchwirkt     | Dienstgradabzeichen Brandmeisteranwärter |
| Brandoberinspektoranwärterin Brandoberinspektoranwärter (BOIA) | 1 × silbern, schwarz durchwirkt | Brandoberinspektoranwärter               |
| Brandreferendarin Brandreferendar (BRef)                       | 1 × gold, schwarz durchwirkt    | Brandreferendar                          |

- Beamte des feuerwehrtechnischen Dienstes in der zweiten Qualifikationsebene

| Dienstgrad                                                 | Tressenstreifen                            | Dienstgradabzeichen       |
| ---------------------------------------------------------- | ------------------------------------------ | ------------------------- |
| Brandmeisterin Brandmeister (BM)                           | 1 × rot                                    | Brandmeister              |
| Oberbrandmeisterin Oberbrandmeister (OBM)                  | 2 × rot                                    | Oberbrandmeister Bayern   |
| Brandinspektorin Brandinspektor (BI)                       | 1 × silbern                                | Brandinspektor Bayern     |
| Brandinspektorin mit Zulage Brandinspektor mit Zulage (BI) | 1 × silbern und 1 schmaler Tressenstreifen | Brandinspektor mit Zulage |

- Beamte des feuerwehrtechnischen Dienstes in der dritten Qualifikationsebene

| Dienstgrad                                     | Tressenstreifen                           | Dienstgradabzeichen       |
| ---------------------------------------------- | ----------------------------------------- | ------------------------- |
| Brandoberinspektorin Brandoberinspektor (BOI)  | 2 × silbern                               | Brandoberinspektor Bayern |
| Brandamtfrau Brandamtmann (BA)                 | 3 × silbern                               | Brandamtmann Bayern       |
| Brandamtsrätin Brandamtsrat (BAR)              | 4 × silbern                               | Brandamtsrat Bayern       |
| Brandrätin Brandrat (BR)                       | 1 × golden                                | Brandrat Bayern           |
| Brandrätin mit Zulage Brandrat mit Zulage (BR) | 1 × golden und 1 schmaler Tressenstreifen | Brandrat mit Zulage       |

- Beamte des feuerwehrtechnischen Dienstes in der vierten Qualifikationsebene

| Dienstgrad | Tressenstreifen                           | Dienstgradabzeichen                    |
| --- | ----------------------------------------- | -------------------------------------- |
| Brandrätin Brandrat (BR) | 1 × golden                                | Brandrat Bayern                        |
| Brandoberrätin Brandoberrat (BOR) | 2 × golden                                | Brandoberrat Bayern                    |
| Branddirektorin Branddirektor (BD)                                                                                                   | 3 × golden                                | Branddirektor Bayern                   |
| Leitende Branddirektorin Leitender Branddirektor (Ltd. BD) Ministerialrätin Ministerialrat (MR / MRin)                               | 4 × golden                                | Leitender Branddirektor                |
| Leitende Branddirektorin mit Amtszulage bzw. Besoldung bis B2 Leitender Branddirektor mit Amtszulage bzw. Besoldung bis B2 (Ltd. BD) | 4 × golden und 1 schmaler Tressenstreifen | Leitender Branddirektor mit Amtszulage |
| Oberbranddirektorin Oberbranddirektor (OBD) Ministerialrätin Ministerialrat (ab B3) (MR / MRin)                                      | 5 × golden                                | Oberbranddirektor Bayern               |

Ausführung:
Stoffabzeichen schwarz oder in Farbe der Dienstkleidung mit rot-, silber- oder goldfarbenen Tressenstreifen. Maße der Tressenstreifen: 8 mm × 60 mm (breit) bzw. 4 mm × 60 mm (schmal) mit jeweils 5 mm Abstand untereinander und 8 mm Abstand zum Rand. Die silber- oder goldfarbenen Tressenstreifen sind fein maschinengestickt mit metallisierten Stickgarnen herzustellen.

Trageweise:
Linker Unterärmel von Dienstjacke oder Dienstmantel; Ansatzpunkt 100 mm über Ärmelabschluss.

## Helmkennzeichnung
Neben den am Dienstrock (Ausgehuniform) getragenen Kennzeichnungen gibt es auch noch eine Helmkennzeichnung, welche insbesondere im Einsatzdienst zur Kennzeichnung der entsprechenden Funktionen bzw. Aufgabe dient und sich bei den Freiwilligen Feuerwehren und Berufsfeuerwehren unterscheidet. 
2021 hat der Freistaat Bayern Änderungen im Bereich der Feuerwehrkennzeichnungen eingeführt. Neben den bereits etablierten Markierungen für Atemschutzgeräteträger wurden zusätzliche Kennzeichnungen für bestimmte Funktionen – wie beispielsweise stellvertretende Kommandanten – sowie für Qualifikationen wie Gruppenführer eingeführt.
Dabei wird zwischen ehrenamtlichen und hauptamtlichen Feuerwehrkräften unterschieden:
Bei den Freiwilligen Feuerwehren werden die Qualifikationskennzeichen als reflektierende Streifen beidseitig in der seitlichen Helmmitte angebracht. Diese Kennzeichen sind 70 mm lang. Die Breite und Farbe des Streifens richten sich nach der jeweiligen Funktion oder Qualifikation.
Bei hauptamtlichen Kräften – also Angehörigen der Berufsfeuerwehren, der Werkfeuerwehren sowie Beamten des Freistaats – erfolgt die Kennzeichnung durch ein umlaufendes, reflektierendes Band, das oberhalb des Helmreflexstreifens angebracht wird. Auch hier entsprechen Breite und Farbe den jeweiligen Vorgaben zur Funktionskennzeichnung.
Alle verwendeten Kennzeichnungsstreifen sind reflektierend ausgeführt. Die Farbe Schwarz entspricht RAL 9005 (Tiefschwarz), das eingesetzte Reflexrot ist nach RAL 3019 definiert.
Die folgenden Kennzeichnungsfarben und -breiten sind vorgesehen:
- Gruppenführer: schwarzer Streifen (RAL 9005), 10 mm breit
- Zugführer: schwarzer Streifen (RAL 9005), 20 mm breit
- Verbandsführer (Freiwillige Feuerwehr): reflexroter Streifen (RAL 3019), 10 mm breit
- Führungsdienst (3. Qualifikationsebene, hauptamtlich): umlaufendes reflexrotes Band (RAL 3019)
- Führungsdienst (4. Qualifikationsebene, hauptamtlich): umlaufendes reflexrotes Klebeband (RAL 3019), 20 mm breit

Zusätzlich zur seitlichen Qualifikationskennzeichnung wird bei den Freiwilligen Feuerwehren auch eine dauerhafte Funktionskennzeichnung auf der Helmfront angebracht. Diese erfolgt durch senkrechte Tressenstreifen (9 mm × 40 mm) in Schwarz (RAL 9005) oder Reflexrot (RAL 3019). Die Streifen sind reflektierend ausgeführt. Der Abstand zwischen den einzelnen Tressenstreifen beträgt 3 mm, zum umlaufenden Reflexband 2 mm.
Die Anzahl und Farbe der Tressenstreifen kennzeichnen die jeweilige Führungsfunktion:
- 1 × schwarz: stellvertretende Kommandantin / stellvertretender Kommandant
- 1 × rot: Kommandantin / Kommandant
- 2 × rot: Kreisbrandmeisterin / Kreisbrandmeister bzw. Stadtbrandmeisterin / Stadtbrandmeister
- 3 × rot: Kreisbrandinspektorin / Kreisbrandinspektor bzw. Stadtbrandinspektorin / Stadtbrandinspektor
- 4 × rot: Kreisbrandrätin / Kreisbrandrat bzw. Stadtbrandrätin / Stadtbrandrat